# 黃文典
黃文典（15世紀—16世紀），字叔貞，廣東廣州府增城縣會仙里人，明朝政治人物。

## 生平
黃文典自幼天賦異稟，卻因貧苦不能就學，舉人張潮一見奇之，留為門下弟子，補任諸生後考試總獲高等，是嘉靖十三年（1534年）甲午科廣東鄉試舉人，授陽朔教諭，二十二年（1543年）陞繁昌知縣，他個性剛直不畏權貴，有豪宦董某強佔縣民謝九功田地，對方起訟，經三位知縣也不能結案，他說：「伸伏理枉，有司之責。」把田地歸還謝九功，董某因而怨恨，他也辭官回鄉，餘下俸銀分給諸弟，鄉里推舉他為約長，里中不平事得他一言解決。

## 引用
1. 1 2  民國《增城縣志·卷十九·人物二》：黃文典，字叔貞，會仙里人，幼有異質，而苦貧不能就學，張建始潮一見奇之，留卒業于門，補諸生試輒高等，中嘉靖甲午舉人，授陽朔教諭，陞繁昌知縣；素性峭直不避權勢，有豪宦董某強佔謝九功田，九功訟之，經三令不得決，文典曰：「伸伏理枉，有司責也。」遂以田還九功，而董某銜之甚，文典遂解組歸，所餘俸悉以分之昆弟，鄉里推為約長，凡里中不平得文典一言立釋，其素行服人如此。